# Ctenus nigromaculatus
Ctenus nigromaculatus este o specie de păianjeni din genul Ctenus, familia Ctenidae, descrisă de Thorell, 1899. Conform Catalogue of Life specia Ctenus nigromaculatus nu are subspecii cunoscute.